# 栃木小1女児殺害事件
栃木小1女児殺害事件（とちぎしょういちじょじさつがいじけん）は2005年（平成17年）12月1日、栃木県今市市（現：日光市）に住む小学1年生の女児が行方不明となり、翌日（2日）に茨城県常陸大宮市の山林で刺殺体となって発見された事件。
栃木県警察、 茨城県警察による正式な呼称は栃木・茨城にまたがる女子児童殺人・死体遺棄事件。メディアでの呼称は今市事件。

## 捜索状況
2005年12月1日
栃木県今市市（現：日光市）の大沢小学校に通う小学1年生の女児が、下校途中に行方不明となった。
女児は午後2時50分ごろ、自宅から約1キロ離れた今市市土沢の市道を徒歩で下校途中、三叉路で友人と別れた。現場は雑木林の間に一般住宅が点在し、人通りの少ない場所だった。
家族が駐在所に捜索願を提出した。捜索が開始されたが、発見にいたらなかった。
三叉路から120メートル行った砂利道に曲がる前の場所で地面に残った女児の体の匂いが消え、警察犬が反応を示さなくなったため、この辺りで連れ去られたものと考えられる。
12月2日
栃木県警察が公開捜査を開始。
午後2時ごろ、女児の自宅から60km離れた茨城県常陸大宮市の山林で、野鳥観察をしていた老人3人が遺体を発見。遺棄現場周辺は人通りが少なく、人目につかない場所であった。
遺体発見以降
胸を数カ所刺されていたことなどから、栃木県警察は殺人と断定。県境をまたいだことから茨城県警察との合同捜査本部が設置され、捜査を開始した。
- 女児のランドセルや衣服などの遺留品が見当たらず、捜索が行われたが、現在まで発見されていない。
- 連れ去り現場・遺体遺棄現場周辺などでの聞き込みや、学校からの情報提供で、多くの不審者情報が寄せられたものの、有力な情報には乏しかった。
- 女児が失踪した直後の午後3時ごろ、若い男が運転する白いセダン車の目撃情報があった。
- 今市市から常陸大宮市へいたるルートにあたる国道293号や国道123号・日光宇都宮道路では、検問やコンビニエンスストア・インターチェンジの料金所の防犯カメラ・監視カメラの映像チェックなども行われたが、それらしい人物や車は撮影されていなかった。

両県警察は、フリーダイヤルを設置し、電話での情報提供を呼びかけた。また、配布されたポスター・チラシは両県内をはじめ、多くの駅やショッピングセンターなどに貼られた。宇都宮駅や水戸駅では巨大モニターでも情報提供を求めていた。2006年8月1日より、犯人逮捕に結びつく情報に対し、200万円の懸賞金がかけられていた（2007年7月27日より捜査特別報奨金の対象事件ともなり、懸賞金は500万円に引き上げられた）。
事件解決を難航させていた原因として、女児の誘拐目的がはっきりせず犯人像が特定できなかった点や遺留品が見つからなかった点が挙げられる。
遺留品発見のため当時の服装をした女児の等身大パネルが日光市や常陸大宮市などの交番で多く見られた（パネルは指名手配者や加害者、行方不明者の捜索で使われることはあるが、すでに遺体が発見されている被害者を模することはまれである）。

### 容疑者逮捕
2014年6月3日、栃木・茨城両県警察の合同捜査本部は、別件の商標法違反容疑で逮捕され、事件への関与をほのめかす供述をした無職の男Kを逮捕した。

## 経過
2005年
12月1日 - 女児が下校途中に行方不明。近くの駐在所に家族が捜索願を提出。捜索開始。
12月2日 - 公開捜査開始。茨城県常陸大宮市の山林で遺体で発見される。両県警察が合同捜査開始。
12月3日 - 女児が通っていた小学校で緊急の保護者会。児童は車での送り迎えへ。
12月6日 - 女児の告別式。
12月7日 - 両親が初めて遺棄現場へ。今市市教育委員会が、公立小中学校への児童・生徒の携帯電話持ち込みを解禁。
12月8日 - 女児の通っていた小学校で、集団登校が再開。国道293号や国道123号などで一斉検問。
12月10日 - 両県警察が、情報提供を呼びかけるポスターとチラシ1万枚を作成。首都圏内はじめ、関東地方から東北地方にかけての広い範囲に配布。
12月11日 - 両県警察が初めての合同捜査会議。
2006年
1月28日 - 沓掛哲男国家公安委員会委員長が、連れ去り現場を視察。
8月1日 - 犯人逮捕に結びつく情報に対し、200万円の懸賞金がかけられる。
11月2日 - 週刊新潮が、「警察が8月ごろに秋葉原に潜入捜査を行い、フィギュア愛好家のリストを作成しようとした」ことを報道。
2007年
3月9日 - 遺体の複数箇所から同じ男のDNA型が検出されたことが報道される。
2009年
9月20日 - 検出されていたDNA型が栃木県警察の元捜査幹部のものであったことが判明する。これは、足利事件の受刑者のDNA型が一致しない結論が出たことを受けて、本件でも再確認したところ一部が元捜査幹部のものと一致したという。現場検証などの捜査過程で付着したものが検出されたとされる。
2014年
4月17日 - 栃木県警察より栃木県鹿沼市内の当時32歳の男が事件への関与を認め、裏付け捜査中との発表。
6月3日 - 先述の男Kが逮捕された。Kは2014年1月にブランド品の偽物を所持したとする別件の商標法違反で、男の実母ともども逮捕され、この事件によりすでに起訴されていた。
9月10日 - 栃木県警察は容疑者逮捕につながる情報を提供した2名に、捜査特別報奨金および遺族による謝礼金計500万円を支払ったことを発表した。容疑者不明の事件で懸賞金が支払われたのは三重県中3女子死亡事件に次いで2例目。
2016年
2月29日 - Kの初公判が開かれた。
4月8日 - 宇都宮地裁（松原里美裁判長）は「自白の強要は認められない」として検察の求刑通りKに無期懲役を言い渡した。
2017年
10月18日、東京高裁（藤井敏明裁判長）で控訴審初公判。
2018年
1月11日 - 藤井裁判長による釈明権行使を受け、東京高等検察庁が犯行日時及び場所の訴因を変更。
2月6日 - 日本大学医学部元教授の押田茂實医師が、「被告人Kや捜査員とは異なる型が遺体表面から検出されている」との鑑定結果を証言。
8月3日 - 東京高裁は原判決を破棄した上で、改めて被告人Kに無期懲役を言い渡した。
2020年
3月4日 - 最高裁判所第二小法廷（三浦守裁判長）が上告棄却決定。同月17日付で被告人Kの無期懲役が確定。

## 裁判

### 第一審（宇都宮地裁）
2016年2月29日、宇都宮地方裁判所（松原里美裁判長）で初公判が開かれた。被告人は「殺していません」と、はっきりとした口調で答え、無罪を主張した。

#### 自供
物的証拠が乏しいなか、自供が最大の争点とされた。被告人Kは、「パニックになり調書にサインした」と証言。自供の内容は以下の通り。
```
「無理やり女児を車に乗せ、布テープで縛って口をふさぎ、スタンガンを当て、目に布テープを貼った。2日、車で山林に連れていって午前4時ごろわいせつ行為に及んだが、そこに第三者がやってきて、バタフライナイフで女児を刺し殺害、遺体を山林内に投げて捨てた」
```

2014年6月11日に被告人は自白し、その後、5通の供述調書が作成された。取り調べを通じて、記憶と違う点や否定したい点ははっきり否定していた。調書の作成を拒む場面もある。検察官の違法、不当な言動もないと主張。公判では、検事の取り調べに被告人Kが詳細に犯行を自白する映像がモニターで再生された。
弁護側は「強制的に長く勾留された末の自白で任意性は認められない」「パニックになり、供述調書にサインをした」「警察官に右手で左ほほを平手うちされ、頭をぶつけてけがをした」「商標法違反事件を利用した違法な取り調べ。別件逮捕から自白まで身柄拘束は123日間に及び、不当に長く拘束された」と主張。

#### Nシステムの記録
検察側は、公判で採用されるのは異例のNシステムを証拠として提出。宇都宮市鐺山町の国道123号では、午前2時20分に東へ向かい、同6時12分には西に向かって走行していたとし、被告人Kが、自宅のある鹿沼市方面から遺体遺棄現場の茨城県常陸大宮市方面を往復していたことを示す客観的事実の一つとした。
弁護側は、Nシステムについて警察官に「Nシステムで記録された地点を車が通過したことは分かっても、その車がどこから来てどこに向かったかは分かりませんよね」と問うと、警察官は「分かりません」と答えた。

#### 動物の毛
検察側は、女児の遺体に付着していた動物の毛を鑑定した麻布大学獣医学部の教授が検察側の証人として出廷。「毛は猫の毛であり、被告人Kの飼っていた猫と同一のグループのもの」と証言。猫を71グループに分けた場合の同一グループで、570匹調べて0.5％程度の型だったとした。
弁護側は、被告人Kが飼っていた猫と矛盾しないとはいえても、同一とは証明できないと反論。「猫は生涯で数十匹の子を産む。同じDNA型を持つ母猫の子孫はたくさんいる」と主張した。

#### 遺体
検察側は、12月1日午後、女児を車で連れ去り、2日に車で山林に連れていき、同日午前4時ごろナイフで刺して殺害、遺体を山林内に投げ捨てたとしている。
弁護側は、遺体を解剖した筑波大学教授（法医学）を証人と出廷させ、被告人の自白が遺体発見時の状況と矛盾する点があることを証言した。
- 死因が失血死だったのに、遺棄現場のルミノール反応は「指を切ったか鼻血程度の量。大量の血液が出た場合は血だまりなどができるはず」と述べ、血液が凝固する前に遺棄された可能性を否定。
- 女児の頭に付着していたガムテープから採取されたDNA型について、女児や警察関係者のものを除き、不明なものがあると説明。被告人KのDNA型は採取されなかった[25]。
- 現場で殺害したという供述が正しいとすると、死後硬直は急斜面に従った形に固まっていなければならない。ところが実際には、車の後部座席に寝かせていたとすれば符合する形に固まっていた[26]。

#### 判決
2016年4月8日、宇都宮地裁（松原里美裁判長）で判決公判が開かれ、求刑どおり無期懲役を言い渡した。松原里美裁判長は、焦点だった自白調書の信用性について「自白は具体的で迫真性に富み、根幹は客観的事実と矛盾せず信用できる」と述べた。取り調べの録音・録画について「殺人のことを当初聞かれた時の激しく動揺した様子、気持ちの整理のため時間が欲しいと述べる態度は、事件に無関係の者としては不自然」と信用性を認め、Nシステムの記録、ネコの毛のDNA鑑定結果など、検察側が主張した状況証拠についても検討。「被告人が犯人の蓋然性は相当高いが、犯人と直接結びつけるものではない」としながら、自白調書を重視し有罪を認定した。弁護側は控訴した。

### 控訴審（東京高裁）
2017年10月18日、東京高等裁判所（藤井敏明裁判長）で控訴審の初公判が開かれ、弁護団は改めて無罪を主張した。

#### 訴因変更
東京高検が従来の主張の追加として、起訴内容の殺害日時と場所を大幅に広げる異例の訴因変更を東京高裁に請求。殺害場所を「栃木県か茨城県内とその周辺」と広範囲に広げ、日時は女児が下校途中に同級生と別れた時間を起点に「2005年12月1日午後2時38分ごろから同2日午前4時ごろ」とし、約13時間の幅を持たせた。藤井敏明裁判長は、起訴内容の殺害日時、場所を大幅に広げる検察側の追加の訴因変更請求を認める決定をした。

#### DNA型
弁護側は、遺体に付いていた粘着テープから、被害者や捜査関係者と異なるDNA型を検出、第三者が事件に関与した可能性があると主張。さらに、そのDNAが真犯人に由来する可能性が極めて高いとした。
検察側は、弁護側が根拠とする血液反応の実験は信用できない、鑑定前に指紋を鑑定した際、不特定多数の人のDNAが付着した可能性が高いなどとした。

#### 動物の毛
検察側がKの飼い猫の毛だと指摘する女児の遺体に付着した獣毛について、弁護側の鑑定人を務めたウイルス学者の京都大学准教授、宮沢孝幸が「被告の猫のDNA型は国内で約２割いる種類であり、毛の同一性の議論は不適切」「DNA型のデータからは、遺体の獣毛と被告の猫とは一致せず、被告の猫に由来しない可能性が高い」などと証言した。

### 遺体
殺害現場や殺害状況について、2人の法医学者の証人尋問が行われた。
弁護側は分析などから「女児を10回刺した。6～7秒だった」などとする被告人Kの自白と遺体の矛盾点を主張。手足を縛られ立ったままの女児の右肩を左手だけで支えて刺したなどとする点は「力学的にあり得ない」と証言。肩に強くつかまれた圧迫痕がないことも疑問視した。
検察側は、「右肩の圧迫痕はすぐに手を離せば残らない」と反論。遺体発見現場に残っていた血液が少ないとの主張については、傷の状況から「体外にはあまり出ない。検視や司法解剖時に漏れることはある」と説明した。

#### 判決
2018年8月3日、東京高裁（藤井敏明裁判長）で控訴審の判決公判が開かれ、無期懲役を言い渡した一審宇都宮地裁の裁判員裁判判決を破棄したが、被告人に無期懲役を言い渡した。
藤井敏明裁判長は、取り調べの録音録画映像で事実認定した違法性や、殺害の日時場所の事実誤認を指摘して破棄。「状況証拠を総合すれば犯人であると認められる」などとし、一審と同様に無期懲役を言い渡した。弁護団は即日上告した。

### 上告審（最高裁第二小法廷）
2020年3月4日、最高裁第二小法廷（三浦守裁判長）は、Kの上告を棄却する決定を出した。いわゆる三行決定であり、職権による判示はなされなかった。Kは同決定に異議を申し立てたが、同月16日付で最高裁によって棄却されたため、17日付で無期懲役の控訴審判決が確定した。
刑確定後の2022年（令和4年）6月時点で、Kは受刑者として千葉刑務所に服役している。

## 被告人
被告人Kは1982年に台湾で生まれた。偽ブランド品販売でともに逮捕・起訴された台湾出身の母親と今市市に暮らし、骨董市出店の手伝いなどをしていた。児童ポルノや猟奇趣味の画像データなどが自宅のパソコンから多数見つかったと報じられたほか、ナイフを多数所持していた。子供のころは日本語に不自由し、友達も少なく、中学卒業後は引きこもりがちだったという。Kは2009年5月に中華民国から日本に帰化している。

## 冤罪説
最高裁判決確定後も、本事件が冤罪である可能性が指摘されている。2025年現在、K及びKの弁護団、Kの弟らは、再審請求に向けた準備を行っている。
以下に冤罪説の根拠を示す。
- 殺害現場を遺棄現場と自供したが、遺棄現場で血液はほとんど採取されていない[41]。
- 女児の遺体は発見当時、死後硬直が進んでいた。死後硬直は急斜面に従った形に固まっていなければならない。ところが実際には、車の後部座席に寝かせていたとすれば符合する形に固まっていた。遺棄現場で殺害したという供述と矛盾する[42]。
- 遺体に付着していた粘着テープには女児や被告人のものでもない2人のDNAが残っていた。1つは鑑定人の1人のものだと認定されているが、もう1つは誰のものか特定されていない[43]。
- 遺体からは被告人KのDNAは検出されていない[44]。
- 遺棄現場へ向かっているとされた被告人Kの車をNシステムが記録していた。しかし、これを記録したのは遺棄現場から約30キロ離れた地点だった[45]。

## 事件による影響
本件に先立って発生した広島小1女児殺害事件とともに、子どもの安全への関心がより一層高まり、子ども自身や通学路の安全確保などへさまざまな影響があった。特に広島事件の犯人が逮捕された直後に同様の事件が発生したことの衝撃は大きく、事件が発生した栃木県では県教育委員会が全県民に対し緊急アピールを行ったほか、防犯ブザーの再点検、通学路の見回りも強化された。また、女児が通っていた大沢小学校では、2023年現在も登下校時に児童が1人にならないよう、保護者による送迎や自主防犯組織「大沢ひまわり隊」による見守り活動が続いている。茨城県では、インターネット上で、不審者情報を掲載する県警察と県教育委員会による掲示板がスタートし、県内の小・中・高から多くの情報が寄せられた。文部科学省は、「通学路への防犯カメラ設置を検討」した。